# Lubuk Banjar
Lubuk Banjar is een bestuurslaag in het regentschap Ogan Komering Ulu van de provincie Zuid-Sumatra, Indonesië. Lubuk Banjar telt 3237 inwoners (volkstelling 2010).